# Loge De Vriendschap
Loge De Vriendschap is een vrijmetselaarsloge in Den Haag opgericht in 1809, vallende onder het Grootoosten der Nederlanden.

## Geschiedenis
Het besluit om een loge op te richten werd genomen op 27 oktober 1809 door J.A. van Middelkoop, H.J. van Cattenburgh, H.A. van den Broek, P. Jansen, J. de Bruin, G.A. Reinking, H.C. Cornelius, J.A. Zwikkert, N.D.C. la Grevisse, K. Meiners, N. van Meeverden, J. de Frees, J. Rijk, L.C. Pielat, H.J.A. Sack, J.F. Roos, J.F. van ’t Wout, C.G. Gaupp en A. van Osthei. De constitutiebrief gedateerd 28 november 1809 noemt de namen Jakobus Albertus van Middelkoop, Hendrik Jacob van Cattenburgh, Hendrik Andreas van den Broek, Pieter Jansen, Jacobus de Bruin, Gerhard Arnold Reinking, Hermanus Christiaan Cornelius, Johan Anthony Zwikkert, Nicolas Dominique Chevreux le Grevisse, Claas Meiners, Nikolaas van Meeverden, Johannes de Frees, Jacob Rijk en Louis Constantijn Pielat. De loge werd geïnstalleerd op 27 oktober 1810.
Op 22 februari 1958 werden de lichten gedoofd. De meeste leden gingen terug naar Nederland. Tijdens de vergadering van het Grootoosten op 21 juni 1959 werd toestemming verleend de loge in Den Haag te vestigen en aldaar te heropenen. Dit geschiedde op 26 juni 1959 door dezelfde officianten, welke in Surabaya de lichten hadden gedoofd. De Loges ‘De Vriendschap’ en ‘De Ster in het Oosten’ zijn de enige twee Indische loges die hun werkzaamheden in Nederland hebben voortgezet.
Vrijmetselarij · Beginselen · Geschiedenis · Symbolen · Vrijmetselaarsloge · Ordegrondwet · Obediëntie · Regulariteit en irregulariteit · Ritus · Graden · Grootmeester · Gemengde vrijmetselarij · Para-vrijmetselarij · Antivrijmetselarij · Vrijmetselarij in Nederland · Vrijmetselarij in België
>>> Meer info op Portaal:Vrijmetselarij <<<